# قناة بيغل
قناة بيغل (بالإسبانية: Canal Beagle)‏ هي مضيق بحري يقع في أقصى جنوب القارة الأمريكية. جزؤه الغربي يقع في إقليم تشيلي كاملاً أمّا جزؤه الشرقي فيقع في الحدود بين دولتي تشيلي والأرجنتين. يفرق المضيق بين الجزيرة الكبرى لأرض النار شمالا وعدد من الجزر الصغيرة جنوبا (نافارينو، هوست، لندنديري، جزر بيكتون، لينوكس ونويفا).
على الرغم من أن المضيق صالح للملاحة بواسطة سفن كبيرة، هناك طرق بحرية أفضل شمالا (ممر دريك) وجنوبا (مضيق ماجلان).
حسب تصنيف المنظمة الهيدروغرافية الدولية تنتمي قناة بيغل إلى المحيط الهادي.

## أصل الاسم
أطلق على المضيق اسم «قناة بيغل» بسبب السفينة البريطانية اتش.ام.اس بيغل (H.M.S. Beagle) التي شاركت في رحليتن استكشافيتن على السواحل الجنوبية لأمريكا في مطلع القرن التاسع عشر. وقد شارك تشارلز داروين العالم الإنجليزي الشهير في الرحلة الثانية لسفينة بيغل.

## تاريخ
في 1978، حصل نزاع إقليمي بين الأرجنتين وتشيلي حول جزر واقعة في قناة بيغل ويعرف هذا النزاع بنزاع بيغل.

## معرض

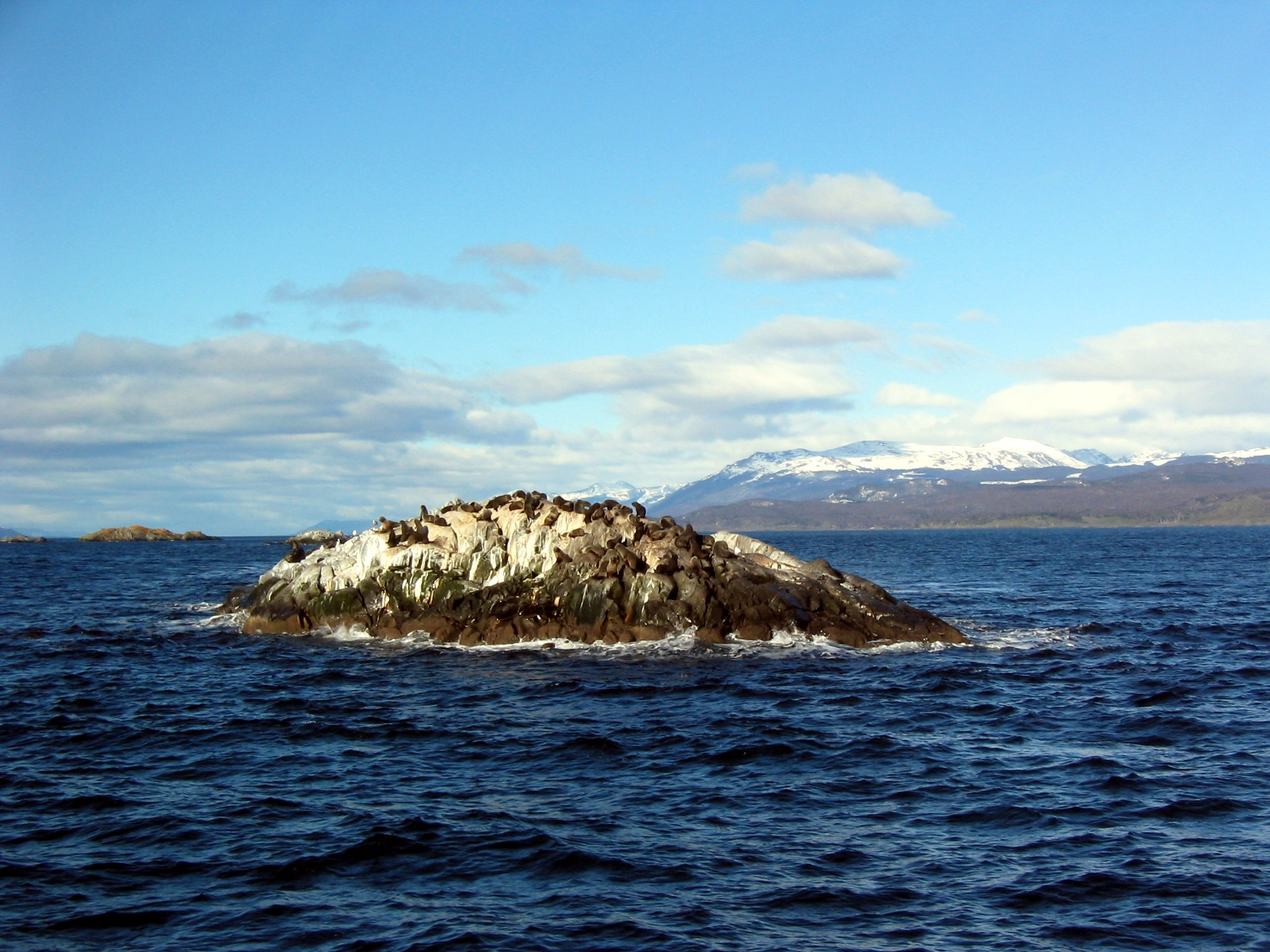
جزر أسود البحر (La Isla de Los Lobos)
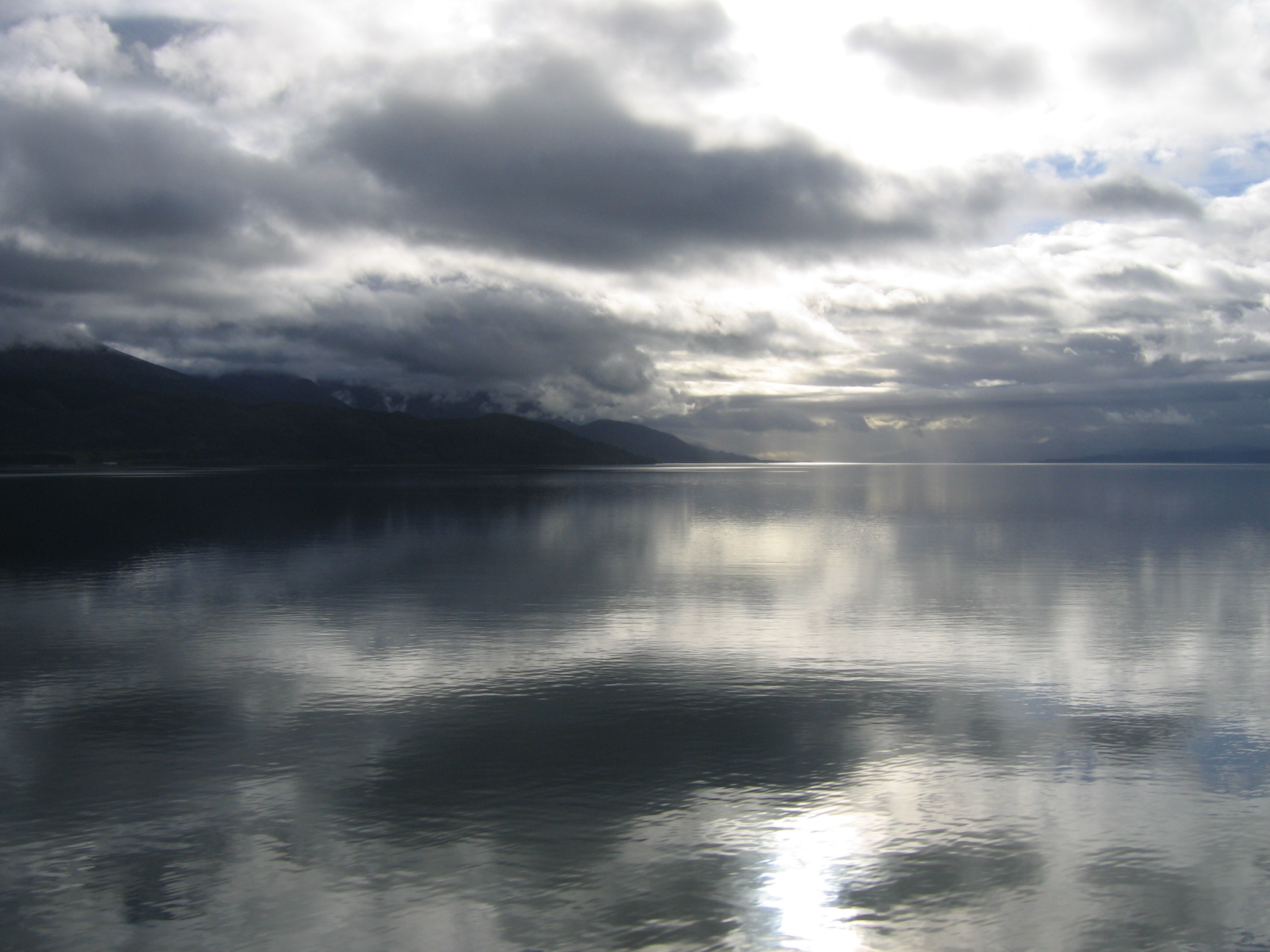
قناة بيغل (يناير 2006)
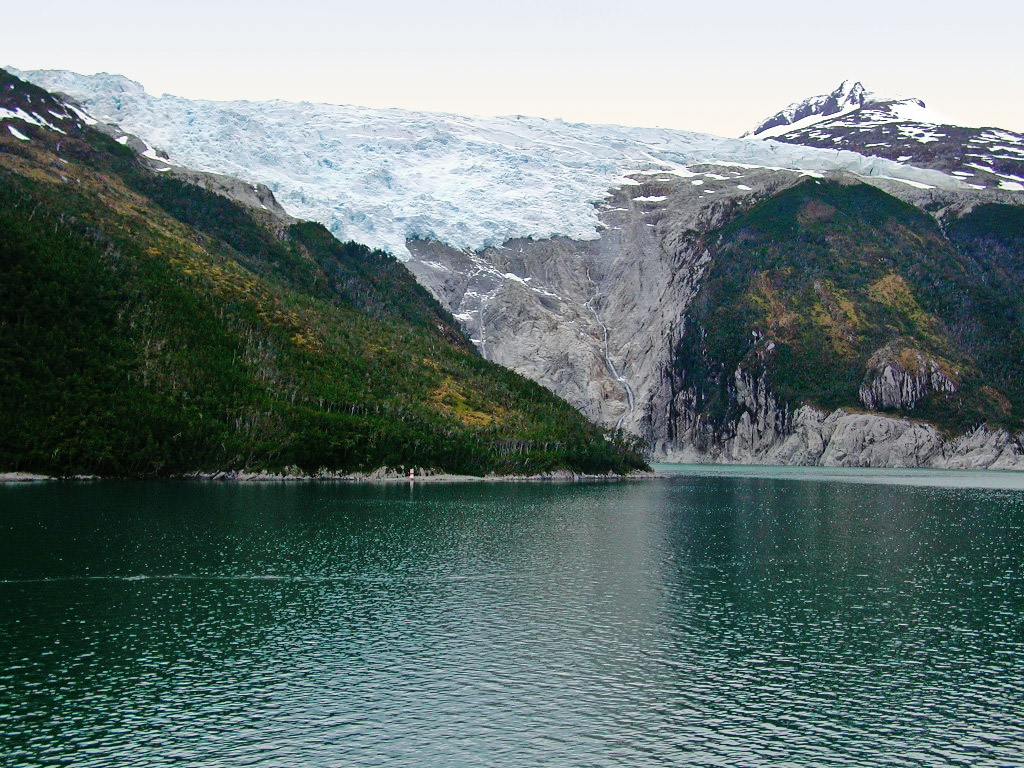
جليد
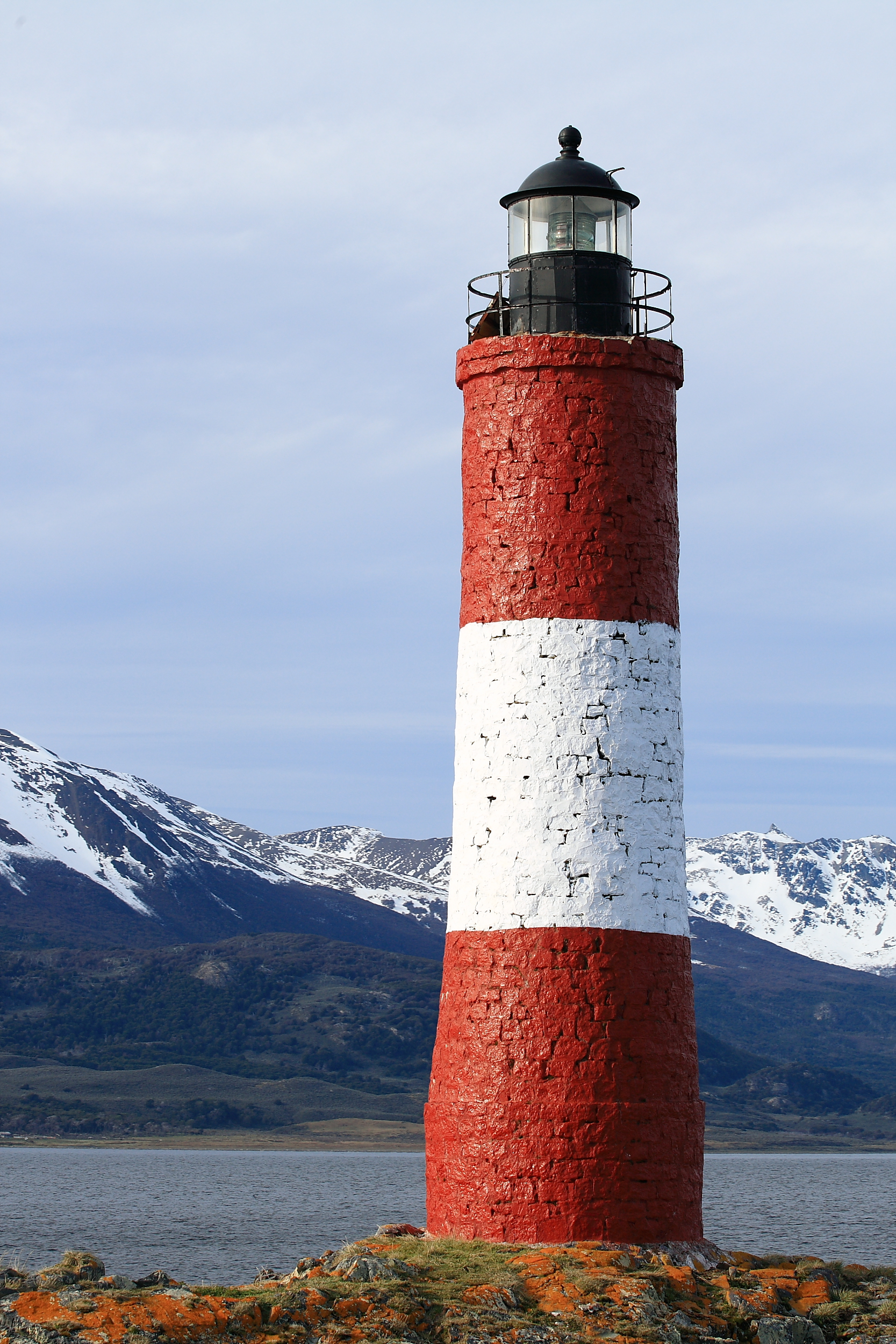
منارة قرب أوشويا

## وصلات خارجية
- الموقع المرجعي بشأن قناة بيغل